# 苦氨酸
苦氨酸（英語：Picramic acid），又称还原苦味酸，学名：2-氨基-4,6-二硝基苯酚，是一种有机化合物。制备方法为：苦味酸的醇溶液与氨水中和后，通入硫化氢直到溶液变红后产生硫和红色晶体。红色晶体即为苦氨酸铵，可用乙酸进行提取。苦氨酸是一种易爆化学品，且具有剧毒，尝起来有苦味。
苦氨酸与其钠盐（苦氨酸钠）在一些染发剂中被允许低浓度添加，如散沫花染料等，并通常认为在这种低浓度是安全的。